# Cristian Brenna
Cristian Brenna (Bollate, 22 luglio 1970 – Monte Biaina, 3 giugno 2025) è stato un arrampicatore e alpinista italiano.
Praticante di arrampicata in falesia, di bouldering, delle vie lunghe e di alpinismo, gareggiò nelle competizioni di difficoltà e boulder.

## Biografia
Iniziò ad arrampicare a quindici anni. Dal 1991 prese parte alla Coppa del mondo di arrampicata. Salì su un podio di tappa per sette volte, con tre terzi posti, tre secondi posti e un primo posto conquistato a Courmayeur il 4 settembre 1998. Come migliori risultati finali ottenne il terzo posto nella stagione 1996 e nella stagione 2000 e il secondo posto nella stagione 1998, alle spalle di Yuji Hirayama.
In campo europeo vinse due medaglie d'argento nella specialità lead, nell'edizione 1998 a Norimberga e nell'edizione 2000 a Monaco di Baviera. Vinse inoltre una terza medaglia d'argento nella specialità velocità nell'edizione 1992 a Francoforte.
A livello italiano fu tre volte campione italiano e conquistò tre edizioni della Coppa Italia lead di arrampicata.
Nel 2005 si ritirò dalle competizioni dedicandosi all'attività alpinistica.
Nel 2005 effettuò la sua prima esperienza di alpinismo extra-europeo, con la spedizione in Pakistan "UP-Project" (ideata da Luca "Rampikino" Maspes, con Hervé Barmasse, Gianluca Bellin, Francesca Chenal, Ezio Marlier, Giovanni Ongaro, Giovanni Pagnoncelli e Fabio Salini). Aprirono diverse vie, tra le quali Up & Down sullo scudo del Chogolisa (800 m, 7a/A1) a 5000 metri di quota. Pochi giorni dopo l'apertura Cristian Brenna riuscì a liberarla, superando difficoltà fino al 7c.
Nel febbraio 2008, dopo un tentativo nel gennaio del 2007 e un incidente che causò il ritiro a Giovanni Ongaro, assieme a Hervé Barmasse superò l'inviolata parete nord del Cerro Piergiorgio con la via La Routa de l'Hermano (950 m, 6b+/A3). Questa parete fu uno degli ultimi grandi problemi alpinistici in Patagonia e resistette a molti tentativi di scalata, a partire da quello dei Ragni di Lecco (gruppo di cui fece parte lo stesso Brenna) guidati da Casimiro Ferrari nel 1985.
Ha perso la vita in un incidente in montagna nel 2025.

## Palmarès

### Coppa del mondo
|      | 1992 | 1993 | 1994 | 1995 | 1996 | 1997 | 1998 | 1999 | 2000 | 2001 | 2002 | 2003 | 2004 | 2005 |
| ---- | ---- | ---- | ---- | ---- | ---- | ---- | ---- | ---- | ---- | ---- | ---- | ---- | ---- | ---- |
| Lead | 64   | 22   | 10   | 9    | 3    | 4    | 2    | 7    | 3    | 6    | 9    | 25   | 26   | 66   |

### Campionato del mondo
|      | 1995 | 1997 | 1999 | 2001 |
| ---- | ---- | ---- | ---- | ---- |
| Lead | 16   | 24   | 5    | 12   |

## Statistiche

### Podi in Coppa del mondo lead
| Stagione | 1º | 2º | 3º | Podi totali |
| -------- | -- | -- | -- | ----------- |
| 1994     |    |    | 1  | 1           |
| 1996     |    | 1  | 1  | 2           |
| 1997     |    | 1  |    | 1           |
| 1998     | 1  |    |    | 1           |
| 1999     |    |    | 1  | 1           |
| 2000     |    | 1  |    | 1           |
| Totale   | 1  | 3  | 3  | 7           |

## Falesia

### Lavorato
- 9a/5.14d:
  - Underground - Massone (ITA) - 25 maggio 2005 - Via di Manfred Stuffer del 1998[5]
- 8c+/5.14c:
  - Les Sindicalistes - Cornalba (ITA) 13 dicembre 2001 - Seconda salita della via di Beppe Dallona[6]
  - Vitamania - Annot (FRA) - 10 aprile 2001[7]
  - Alien carnage - Castillon (FRA) - 20 dicembre 2000
  - The big mother - Erto (ITA) - 12 dicembre 2000 - Seconda salita della via di Luca Zardini[8]
  - L'Avaro - Tetto di Sarre (ITA) - 1º giugno 1999 - Seconda salita della via di Alberto Gnerro[9]
  - La Connexion - Orgon (FRA) - 1999
  - Le Bronx - Orgon (FRA) - 1999
  - Noia - Andonno (ITA) - 1999
  - Hasta La Vista - Mount Charleston (USA)

### A vista
Una decina di 8b a vista e un 8b+: Mortal Kombat a Castillon (FRA).

## Vie lunghe
Nel maggio 2003 liberò la storica via Itaca nel Sole in Valle Orco, aperta da Gian Piero Motti e Guido Morello nel 1975, con difficoltà fino all'8b su protezioni tradizionali.
Nel 2002 accompagnò Mauro Bole nella salita di Bellavista sulla Cima Ovest di Lavaredo.